# Mitracarpus frigidus
Mitracarpus frigidus är en måreväxtart som först beskrevs av Carl Ludwig von Willdenow, Johann Jakob Roemer och Schult., och fick sitt nu gällande namn av Karl Moritz Schumann. Mitracarpus frigidus ingår i släktet Mitracarpus och familjen måreväxter.

## Underarter
Arten delas in i följande underarter:
- M. f. frigidus
- M. f. portoricensis